# Gemeine Kahnschnecke

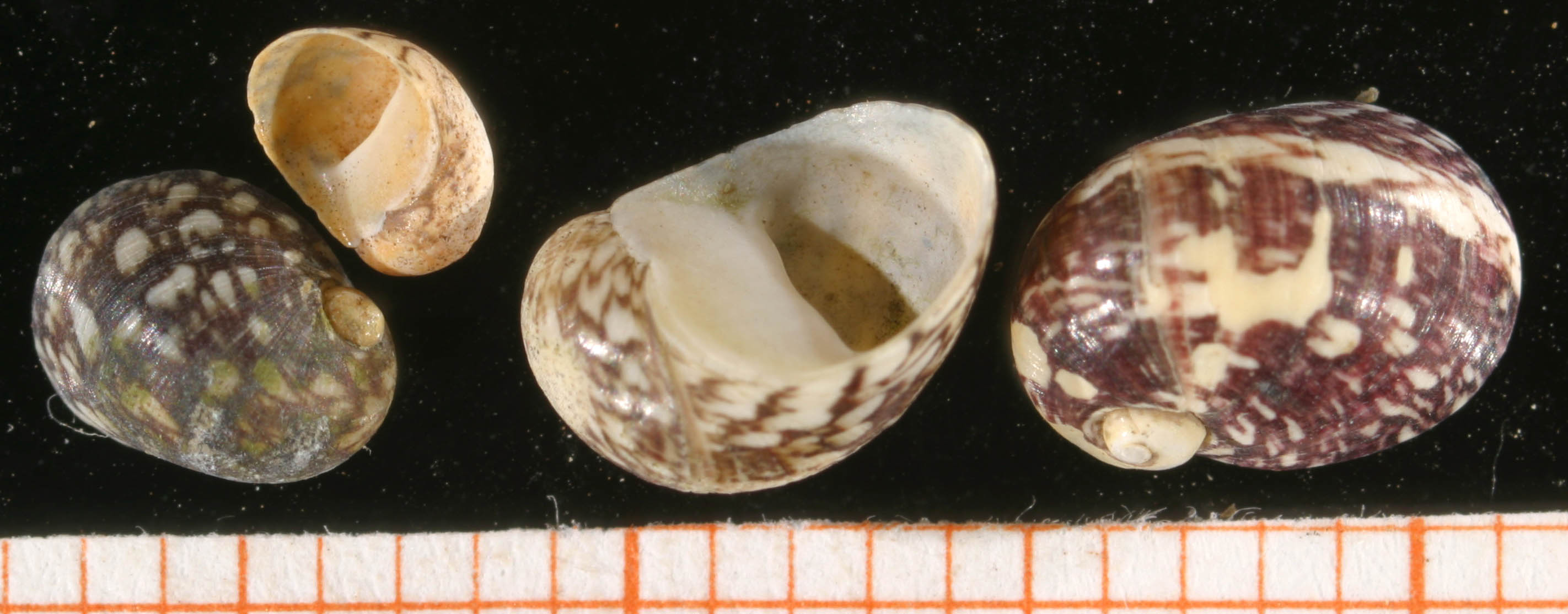
Gehäuse von Theodoxus fluviatilis aus dem Wittensee (Schleswig-Holstein)

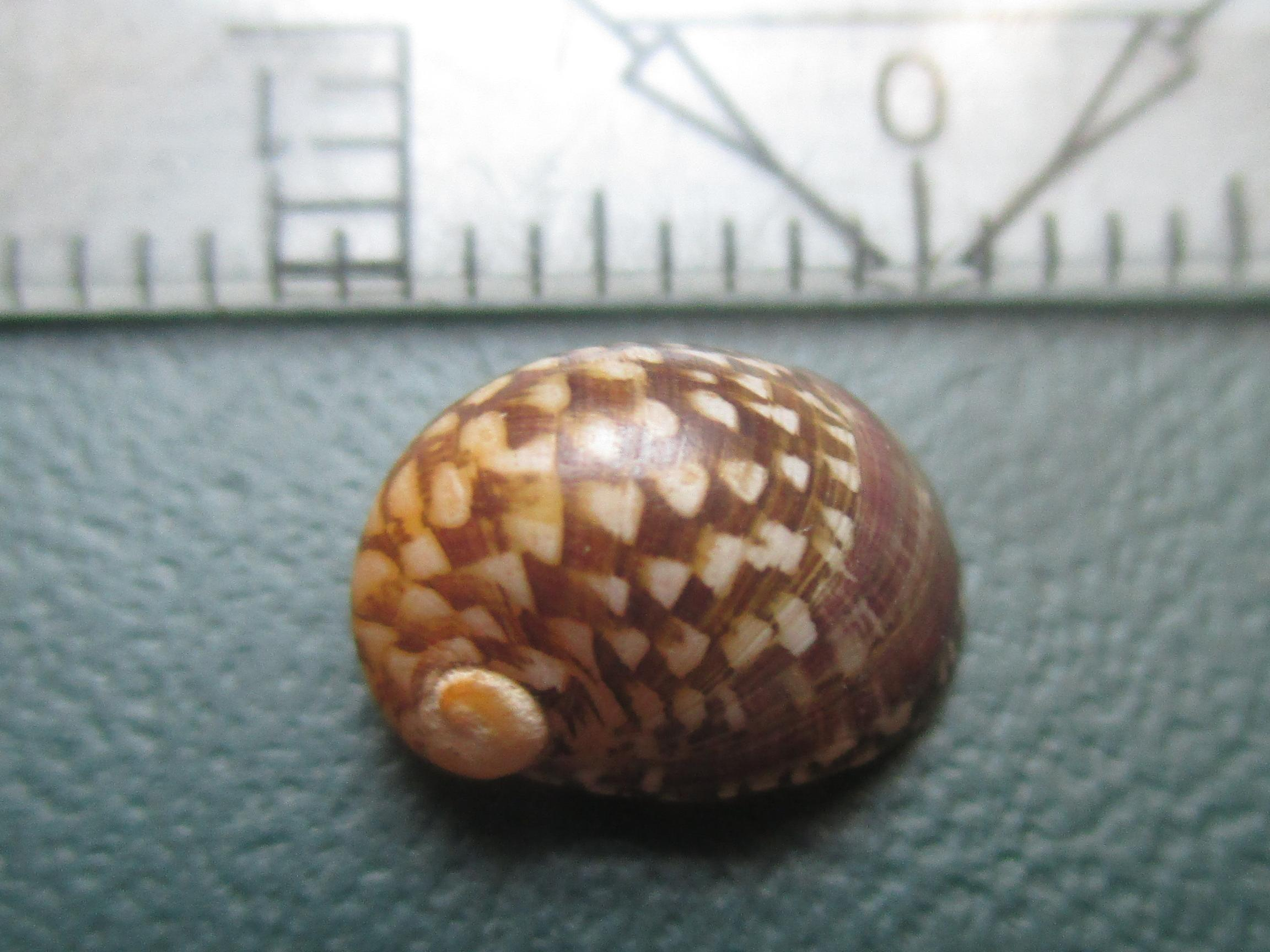
Theodoxus fluviatilis, Herault (Süd-Frankreich)

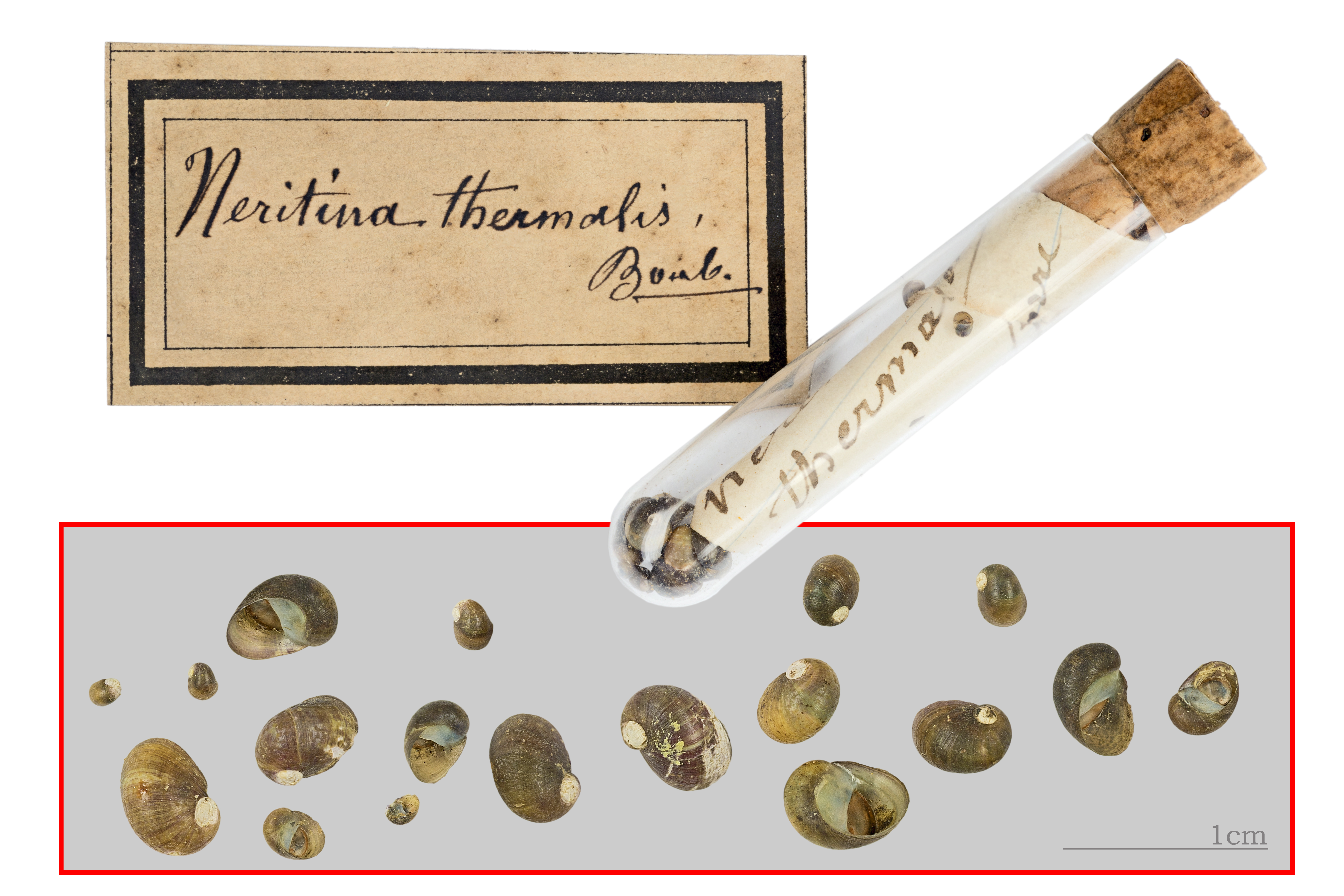
Theodoxus fluviatilis thermalis Syntyp

Die Gemeine Kahnschnecke, Fluss-Schwimmschnecke oder Zwerg-Flussschnecke (Theodoxus fluviatilis) ist eine im Süßwasser und Brackwasser lebende Schnecke aus der Familie der Kahnschnecken (Neritidae), die zur Überordnung der Neritimorpha gerechnet wird. Die Gemeine Kahnschnecke war Weichtier des Jahres 2004.

## Merkmale
Das Gehäuse ist dickwandig und ohrförmig mit wenigen Windungen. Es ist bis 6,5 mm hoch und bis 10 mm breit. Die Innenwände werden während des Wachstums aufgelöst. Die Öffnung ist eben: sie kann mit einem Operculum verschlossen werden. Das Gehäuse ist sehr variabel in der Färbung und dem Farbmuster. Meist ist das Muster netzförmig; dunkelrot auf hellem Grund, oder die Grundfarbe ist dunkelrot mit weißen Flecken. Die Flecken sind oft in Bändern angeordnet. Das Tier ist hellgelb mit einem schwarzen Kopf. Die Tentakeln sind verhältnismäßig lang und grau. Der Fuß ist weißlich.

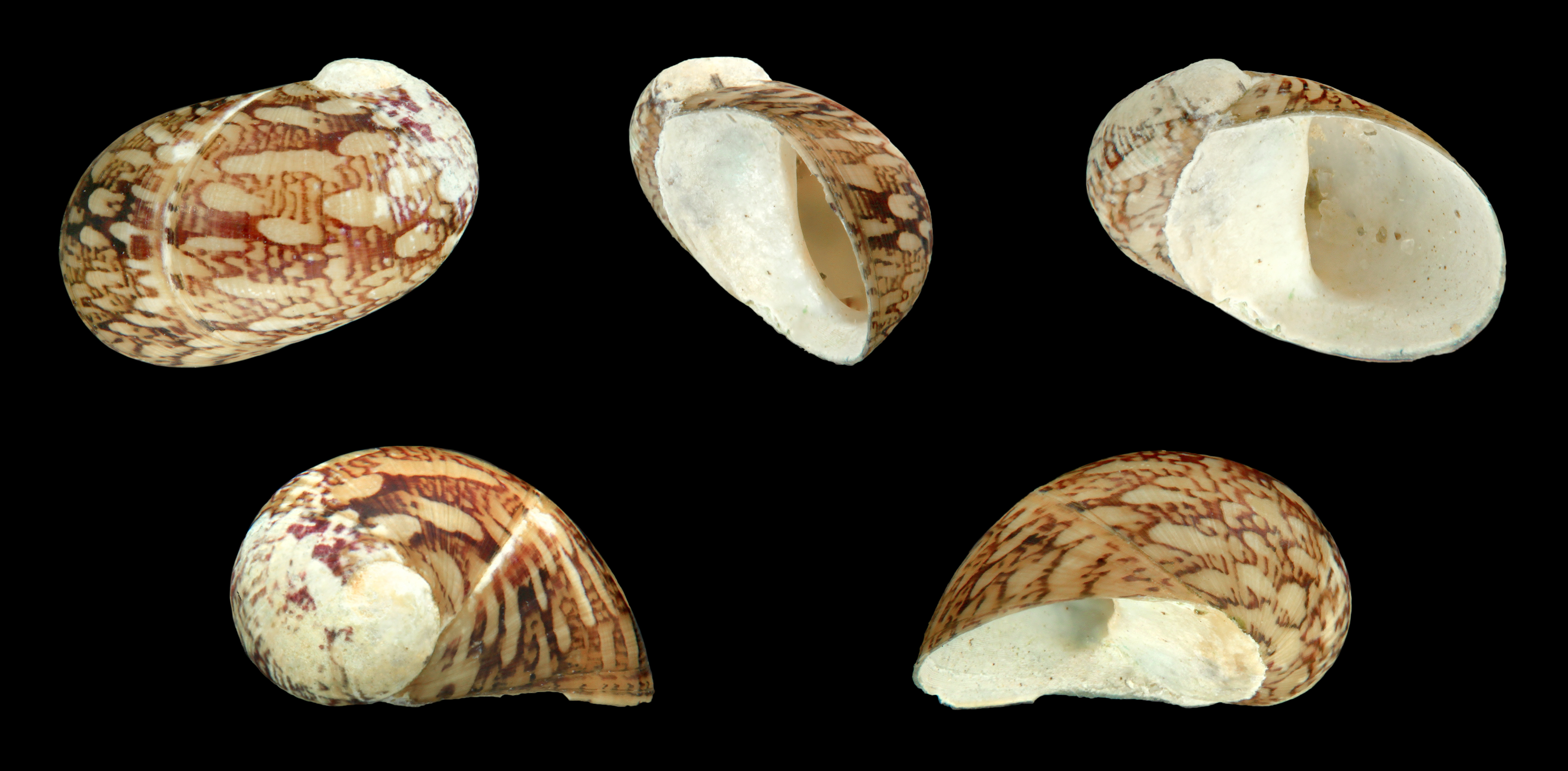
Theodoxus fluviatilis littoralis
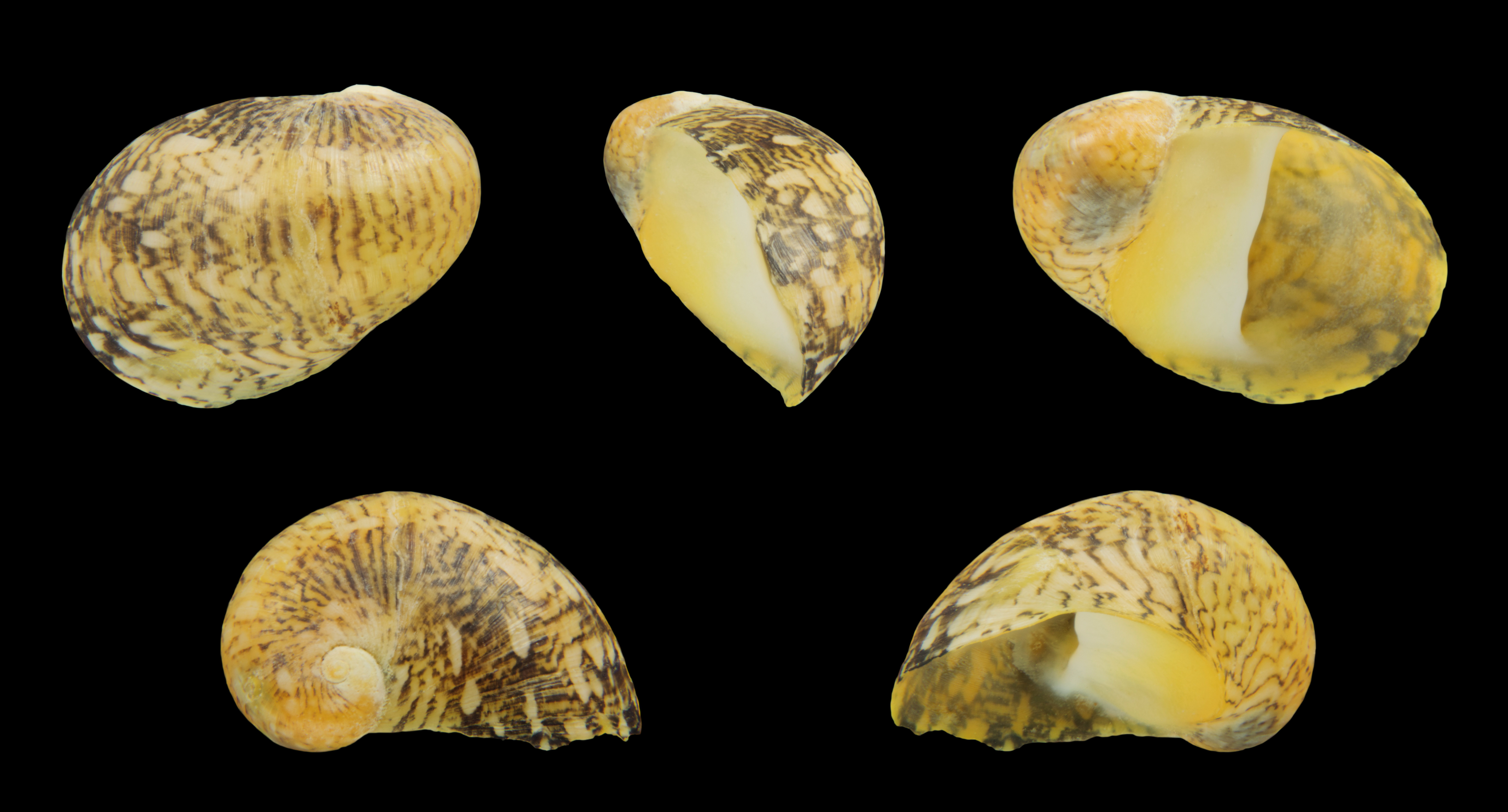
Theodoxus fluviatilis dalmatinus

## Vermehrung
Die Tiere sind wie alle Kahnschnecken (Neritidae) getrenntgeschlechtlich. Der Penis des Männchens sitzt innen beim rechten Fühler. Das Weibchen hat eine Vagina zur Begattung und eine zweite Geschlechtsöffnung zur Eiablage. Nach der Befruchtung legen die Weibchen über den Sommer etwa 1 mm große weiße Eikapseln an Steinen und anderen Hartgründen ab. Von den etwa 30 bis 70 Eiern in einer Kapsel entwickelt sich nur eines, während die anderen als Nähreier dienen. Die larvale Entwicklung findet in den Eikapseln statt, so dass aus diesen fertige, etwa 0,5 bis 1 mm große Schnecken schlüpfen, je nach Temperatur etwa 4 bis 8 Wochen nach dem Eierlegen. Hierbei wird ein Teil der Eikapsel entlang einer Naht abgestoßen. Die Tiere werden 2 bis 3 Jahre alt.

## Vorkommen, Lebensweise und Verbreitung
Die Art kommt in fast ganz Europa und Teilen Asiens (Iran, Aserbaidschan, Kasachstan, Turkmenistan) und vereinzelt in Nordafrika (Marokko, Algerien, Tunesien, Ägypten) in den größeren Flüssen sowie im Brackwasser vor. Es gibt Vorkommen in der Ostsee und im Kaspischen Meer. Sie fehlt in den Alpen und im nördlichen Alpenvorland. Die im Brackwasser lebenden Kahnschnecken sind kleiner und haben dünnere Schneckenhäuser als die im Süßwasser lebenden. Es ist noch nicht geklärt, ob dies genetisch bedingt ist, also zwei verschiedene Unterarten existieren.
Die Gemeine Kahnschnecke lebt auf Steinen, im Brackwasser außerdem auf Tang und Seegras und weidet den aus kleinen Algen, insbesondere Kieselalgen bestehenden Bewuchs ab. Um den Zellinhalt verdauen zu können, muss die Schnecke den Panzer der Kieselalge durch Reiben mit ihrer Radula gegen das harte Substrat zerstören.

## Gefährdung
Die Gemeine Kahnschnecke ist in Deutschland als stark gefährdet eingestuft. In der Schweiz ist sie sogar vom Aussterben bedroht. In Tschechien ist sie bereits ausgestorben.

## Saprobienindex
Der Saprobienindex für diese Art beträgt 1,5.